# Mew
Mew（みゅう）は、山本和彦が開発した、Emacs上で動作するオープンソースの電子メールクライアントである。

## 概要
Mewには、テキスト・メールやマルチメディア・メール (MIME)、ニュース、セキュリティ機能 (PGP、S/MIME、SSH、TLS) を便利にするためのユーザインタフェースが備わっている。また、Hyper Estraier、Spotlight、Windows Desktop Search、Namazuなど、最新の検索機能と連動することも可能である。
Mew は "Messaging in the Emacs World" の略であり、"M" から始まるかわいらしい単語を選んだ結果、決定した。
Emacs 21.4 以降で動作する。Meadowでも動作する。

## 特徴
Mew には、次の特徴がある。
- RFCなどの標準にできるだけ準拠した実装。
- POP、IMAP、NNTPに対応している。
- 直感的なショートカットキーで、複雑なメッセージを誰でも簡単に閲覧し、作成することができる[2]。
- 大部分がEmacs Lispで実装されているので、Emacs Lispを利用して柔軟にカスタマイズできる[3]。